# Grimoire de Occulte
Grimoire de Occulte ist eine deutsche Death-Doom-Band.

## Geschichte
Laut ihrer Plattenfirma wurde die Band „in den frühen 10er Jahren in Aachen“ gegründet und spielte bis 2018 vier Livekonzerte.
Die ersten drei Tonträger der Gruppe waren das Demo Funeral Lands (2011) sowie die Rehearsals Rehearsal November '12 (2012) und Ritual Before Thy Fullmoon (Rehearsal) (2017). Ebenfalls 2017 erschien auf dem deutschen Label Dunkelheit Produktionen die 15 Minuten lange Split-Single Dschinn... / Atardecer de Mayo, an der sich neben Grimoire De Occulte die peruanische Funeral-Doom-Band Mirthless beteiligte. Beiden Gruppen steuerten dabei je ein Stück bei.
Zum Jahresende 2018 veröffentlichte das Trio sein Debütalbum Wisdom of the Dead über dieselbe Plattenfirma wie zuvor die Split-Single. Bandeigenen Angaben zufolge ist das Album dabei die Essenz von fünf Jahren Arbeit. Für Mix und Mastering zeichnete Mario Dahmen verantwortlich (zuvor u. a. für Tunjum tätig). Das Albumcover steuerte Paolo Girardi bei, der u. a. auch für Inquisition und Firespawn tätig war. Im Selbstverlag folgte 2021 das Album Calling the Ancient Fears.

## Stil
In ihrer Anfangszeit war die Band ursprünglich im Drone/Ambient verwurzelt, entwickelte sich mit ihren Veröffentlichungen hin zum Death Doom. Auf Nachfrage eines englischsprachigen Onlinemagazins im Kontext ihres Debütalbums beschrieben die Musiker den Stil selbst als „okkulten Death Metal“. Zur Auflockerung ihres Sounds setzt die Band in ihren Doomsongs auch auf „gelegentliche Ausbrüche“ in höhere Geschwindigkeiten.
Die Kernthemen ihres Debütalbums, dessen Texte auf Englisch und teils auf Deutsch verfasst sind, erklärten die Musiker in einer kollektiven Antwort dem Decibel Magazine:

“Wisdom of the Dead is a concept album that act around the thematics of the occult, afterlife or the other side.”

„Wisdom of the Dead ist ein Konzeptalbum, das sich mit der Thematik des Okkulten, des Lebens nach dem Tod oder der anderen Seite beschäftigt.“

## Diskografie
- 2011: Funeral Lands (Demo)
- 2012: Rehearsal November '12 (Demo)
- 2017: Ritual Before Thy Fullmoon (Rehearsal) (Demo)
- 2017: Dschinn... / Atardecer de Mayo (Split-Album mit Mirthless; Dunkelheit Produktionen)
- 2018: Wisdom of the Dead (Album, Dunkelheit Produktionen)
- 2021: Calling the Ancient Fears (Selbstverlag)